# 韩楫墓
韩楫墓，位于山西省运城市永济市韩阳镇祁家坡村边，是中华人民共和国山西省文物保护单位之一。
1986年8月18日，授予山西省文物保护单位，是一座古墓葬，为韩楫的墓穴。